# Pasión imposible
 Pasión imposible es una película en blanco y negro de Argentina dirigida por Luis Bayón Herrera según el guion de Enrique González Tuñón sobre la obra Los derechos de la salud, de Florencio Sánchez que se estrenó el 17 de marzo de 1943 y que tuvo como protagonistas a Hugo del Carril, Sabina Olmos, Alicia Barrié y Eduardo Sandrini.

## Sinopsis
Una muchacha se casa con un escritor de quien también está enamorada su hermana mayor pero ésta enferma y aquella se hace cargo de la familia.

## Reparto
- Hugo del Carril
- Sabina Olmos
- Alicia Barrié
- Eduardo Sandrini
- Lucía Barause
- Elina Colomer
- Alberto Terrones
- Mario Faig
- Teresita Abad
- Mario Combi
- Salvador Sinaí
- Celia Geraldy
- E. Millano
- Susy Abad
- Margarita Orellano
- Lucy Blanco
- Yuki Nambá

## Comentarios
En la crónica de El Heraldo del Cinematografista se dijo:

"Aun cuando las cámaras han salido a hermosos paisajes serranos...la construcción primitiva se evicencia en el planteo de la obra y en el excesivo apego al tema central."

Por su parte Manrupe y Portela opinan que esta adaptación del dramaturgo uruguayo es prolija para su época pero está hoy resentida por la morosidad del relato y algunas malas actuaciones.